# 지온 공국군의 기동병기
지온 공국의 기동병기(일본어: ジオン公国の機動兵器)는 애니메이션 '기동전사 건담' 및 관련 작품에 등장하는 가상의 병기 중 ' 지온 공국'과 지온 공국 잔당군 '데라즈 플리트'에 소속된 모빌 슈트(MS) 및 모빌 아머(MA) 등과 같은 기동병기에 대해 설명한다.

## 모빌슈트
- 앗가이
- 아그
- 아그가이
- 이프리트
- 버프
- 카타르
- 가샤
- 갈바르디
- 건담(지온 사양)
- 기건
- 키케로가
- 갱
- 구울
- 구프
- 클럽맨
- 젬 카모프
  - 게판게너 겜
- 겔구그
- 캠퍼
- 곡그
- 자쿠
  - 액트 자쿠
  - 자쿠 I
  - 자쿠 II
  - 자쿠 마린 타입
  - 고기동형 자쿠 II
  - 작업용 자쿠 II
  - 육전형 자쿠 II
- 자멜
  - 메르자 운 카노네
- 지옹
- 주아그
- 줄릭
- 즈곡크
- 센츄리오
- 전략 모빌 슈트
- 조곡
- 조크
- 즈다
- 돔
  - 릭 돔
- 드라체
  - 드라체 카이
- 도르멜
- 부그
- 페즌 드와지
- 모빌워커 01식

## 모빌 아머
- 아담
- 압살라스
- 엘메스
- 그라브로
  - 그라브로 프로토 타입 수중 비트 탑재 형
  - 그라브로 4호기
  - 그라브로 (썬더 볼트 버전)
- 그롬린
  - 그롬린 II
    - RF 그롬린 II

  - 그롬린 포즐
- 자클레로
- 두라
- 노이에 칠
- 빅 잠
- 빅로
- 브라우 브로
- 록

## 기타
- 오고
  - 지온 잠수정
- 실버 랜스
- 힐돌브(일본어판)
- 라이노 살라스

## 같이 보기
- 우주세기의 기동병기 목록